# Eurovision Song Contest 1957
La seconda edizione dell'Eurovision Song Contest si è tenuta presso la Großer Sendesaal des hessischen Rundfunks di Francoforte sul Meno, in Germania Ovest, il 3 marzo 1957.
La vincitrice è stata Corry Brokken, per i Paesi Bassi, con Net als toen.

## Organizzazione
Fu deciso che l'Eurovision Song Contest sarebbe stato ospitato a turno dagli Stati partecipanti e perciò l'organizzazione della seconda edizione fu affidata all'emittente tedesca Hessischer Rundfunk (HR), compresa nel gruppo ARD.
L'emittente selezionò la propria sede di Francoforte sul Meno come sede dell'evento.
Debuttarono altri tre paesi al festival: Austria, Danimarca e Regno Unito, portando a 10 la quota dei partecipanti. Quest'anno furono inoltre modificate alcune regole, permettendo ai duetti di partecipare e consentendo ad ogni nazione di inviare un solo rappresentante; inoltre le giurie nazionali non avrebbero potuto votare per il proprio paese. Tali modifiche furono ispirate dal Festival of British Popular Songs, prodotto dall'emittente britannica BBC.

### Struttura di voto
Al termine dell'ultima esibizione le giurie, composte da 10 membri per ogni paese, poterono assegnare un voto alla loro canzone preferita senza poter votare per la canzone del proprio paese. I voti furono comunicati per telefono dai primi portavoce della manifestazione e affissi su un apposito tabellone.

## Orchestra
Diretta dai maestri: Willy Berking (Belgio, Lussemburgo, Germania e Svizzera), Carl de Groof (Austria), Paul Durand (Francia), Kai Mortensen (Danimarca), Eric Robinson (Regno Unito), Armando Trovajoli (Italia) e Dolf Van Der Linden (Paesi Bassi).

## Stati partecipanti

Stati partecipanti
| Stato                          | Artista                        | Brano                         | Lingua   | Processo di selezione                                                   |
| ------------------------------ | ------------------------------ | ----------------------------- | -------- | ----------------------------------------------------------------------- |
| Austria                        | Bob Martin                     | Wohin, kleines Pony?          | Tedesco  | Interno                                                                 |
| Belgio                         | Bobbejaan Schoepen             | Straatdeuntje                 | Olandese | De T.V. Maakt Muziek                                                    |
| Danimarca                      | Birthe Wilke & Gustav Winckler | Skibet skal sejle i nat       | Danese   | Dansk Melodi Grand Prix 1957, 17 febbraio 1957                          |
| Francia                        | Paule Desjardins               | La belle amour                | Francese | N/A                                                                     |
| Germania Ovest (organizzatore) | Margot Hielscher               | Telefon, telefon              | Tedesco  | Finale nazionale, 17 febbraio 1957                                      |
| Lussemburgo                    | Danièle Dupré                  | Amours mortes (tant de peine) | Francese | Interno                                                                 |
| Italia                         | Nunzio Gallo                   | Corde della mia chitarra      | Italiano | Festival di Sanremo 1957, 9 febbraio 1957                               |
| Paesi Bassi                    | Corry Brokken                  | Net als toen                  | Olandese | Finale nazionale, 3 febbraio 1957                                       |
| Regno Unito                    | Patricia Bredin                | All                           | Inglese  | Interno per l'artista; A Song For Europe per il brano, 12 febbraio 1957 |
| Svizzera                       | Lys Assia                      | L'enfant que j'étais          | Francese | Concours Eurovision 1957, 11 febbraio 1957                              |

## Finale
| N° | Stato          | Artista                        | Brano                    | Punti | Posizione |
| -- | -------------- | ------------------------------ | ------------------------ | ----- | --------- |
| 01 | Belgio         | Bobbejaan Schoepen             | Straatdeuntje            | 5     | 8         |
| 02 | Lussemburgo    | Danièle Dupré                  | Tant de peine            | 8     | 4         |
| 03 | Regno Unito    | Patricia Bredin                | All                      | 6     | 7         |
| 04 | Italia         | Nunzio Gallo                   | Corde della mia chitarra | 7     | 6         |
| 05 | Austria        | Bob Martin                     | Wohin, Kleines Pony      | 3     | 10        |
| 06 | Paesi Bassi    | Corry Brokken                  | Net als toen             | 31    | 1         |
| 07 | Germania Ovest | Margot Hielscher               | Telefon, telefon         | 8     | 5         |
| 08 | Francia        | Paule Desjardins               | La belle amour           | 17    | 2         |
| 09 | Danimarca      | Birthe Wilke & Gustav Winckler | Skibet skal sejle i nat  | 10    | 3         |
| 10 | Svizzera       | Lys Assia                      | L'enfant que j'étais     | 5     | 9         |

## Trasmissione dell'evento e commentatori
- Austria: l'evento è stato trasmesso su ORF 1 senza commento;
- Belgio: l'evento è stato trasmesso su NIR e INR con il commento di Nic Bal e Janine Lambotte;
- Danimarca: l'evento è stato trasmesso su Statsradiofonien con il commento di Gunner Hansen;
- Francia: l'evento è stato trasmesso su RTF con il commento di Robert Beauvais;
- Germania Ovest: l'evento è stato trasmesso su Deutsches Fernsehen con il commento di Wolf Mittler;
- Italia: l'evento è stato trasmesso su Programma Nazionale con il commento di Bianca Maria Piccinino;
- Lussemburgo: l'evento è stato trasmesso su Télé-Luxembourg con il commento di Robert Beauvais;
- Paesi Bassi: l'evento è stato trasmesso su NTS con il commento di Piet te Nuyl;
- Regno Unito: l'evento è stato trasmesso su BBC Television Service e BBC Light Programme con il commento di Berkeley Smith e Tom Sloan;
- Svizzera: l'evento è stato trasmesso su TSR con il commento di Robert Beauvais.

## Portavoce
I portavoce dei voti assegnati dalle giurie nazionali per nazione e ordine di presentazione:
- Svizzera: Mäni Weber
- Danimarca: Svend Pedersen
- Francia: Claude Darget
- Germania Ovest: Joachim Fuchsberger
- Paesi Bassi: Siebe van der Zee
- Austria: Rudolf Fochler
- Italia: Nunzio Filogamo
- Regno Unito: David Jacobs
- Lussemburgo: Pierre Bellemare
- Belgio: Bert Leysen